# Молодая Украина (1899)
Молодая Украина (укр. Молода Україна) — украинская полулегальная молодежная организация в Австро-Венгерской империи (в основном в Галиции и Буковине) в 1899-1903 гг. в нее входили студенты высших учебных заведений Австро-Венгерской империи (Львовского университета, Львовской Высшей политехнической школы, Черновицкого университета, Венского университета и др.) и ученики старших классов гимназий Галичины и Буковины.
Печатным органом организации был одноименный журнал «Молодая Украина».
«Молодая Украина» была образована 13 июля 1899 г. во Львове на собрании, состоявшемся после I веча украинского студенчества Австро-Венгерской империи. На них был принят проект организации и избран главный комитет во Львове, вошедший в историю под названием «Комитет десяти». Его членами (ведущими деятелями «молодой Украины») были: Евген Косевич, Владимир Старосольский, Владимир Темницкий, Лонгин Цегельский, Антон Крушельницкий, Семён Горук, Т. Мелень, Михаил Галущинский, А. Грабовский, М. Залетач. Они также возглавили редакционный комитет журнала «Молодая Украина», основанного одновременно с организацией и сформированного осенью 1899 г.
Отстаивали идею национальной независимости Украины. В редакционной статье-программе «Товариші і Товаришки!», авторства Владимира Старосольского и Евгена Косевича, опубликованной в первом выпуске журнала «Молодая Украина» сформулированы основные теоретические цели и задачи «Молодой Украины»: «Симболом сих ідеалів, стягом, що під ним спішити мемо у бій за наші ідеали, є для нас одно велике слово: Україна. … готові ми до всякої посьвяти та до найтяжшої боротьби, бо цїль наша взнесла і висока, бо ідеа наша сьвята і непорочна. Наша национальна ідея, се не само питанє мови, се не само питанє етноґрафічної відрубности, се питанє полїтичної независимости нашого народу, повної социальної справедливости, що його грімким голосом підняли поневолені та социяльно упосліджені верстви…».
Программными принципами «Молодой Украины были идеи соборной независимой Украины и социальной справедливости: «Під сей бойовий стяг кличе грімким голосом вічевого дзвона „Молода Україна“ всю українську молодіж без ріжницї віку і полів по обох боках кордону, кличе у бій за найкрасші ідеали людскости, за ідеали правди і волї, що за них йшли на муки найліпші дїти, найкрасші сини нашого закріпощеного народу за свобідну і независиму Україну».
Члены «Молодой Украины» поддерживали товарищеские связи с украинскими студентами из университетов Российской империи: Харькова, Киева, Одессы, Санкт-Петербурга и др. «Молодая Украина» сотрудничала с Лесей Украинкой, деятелями Революционной украинской партии: Дмитрием Антоновичем, Михаилом Русовым, В. Винниченко, Николаем Поршем и др. В 1900 г. «Молодая Украина» издала во Львове первое издание Николая Михновского «Самостийная Украина».
Большинство членов «Молодой Украины» стали ведущими членами украинских политических партий: УСДП, УНДО, РУРП, видными политиками и общественными деятелями первой половины XX в.